# Желдець
Же́лдець — село в Україні, у Львівському районі Львівської області. Населення становить 656 осіб. Орган місцевого самоврядування — Кам'янка-Бузька міська рада.

## Населення

### Мова
Розподіл населення за рідною мовою за даними перепису 2001 року:
| Мова       | Кількість | Відсоток |
| ---------- | --------- | -------- |
| українська | 654       | 99.7%    |
| російська  | 2         | 0.3%     |
| Усього     | 656       | 100%     |

## Відомі люди
- Мирон Сурмач — книгар, видавець, меценат і громадський діяч у США.
- Яцура Теодор — визначний діяч УВО та ОУН, керівник хімічної лабораторії УВО, учасник Летючої бригади УВО.